# Joseph Groussard
Joseph Groussard es un ciclista francés, nacido el 2 de marzo de 1934 en La Chapelle-Janson, cerca de Larchamp.
Fue profesional de 1955 a 1966. Su hermano Georges y su yerno Philippe Dalibard también fueron ciclistas profesionales.

## Palmarés
| 1955 - 1 etapa del Circuito de las Ardenas 1957 - París-Camembert 1958 - Boucles de Seine Saint-Denis - Gran Premio de Saint-Raphaël 1959 - 1 etapa del Tour de Francia - Génova-Niza - Gran Premio de Monaco 1960 - París-Camembert - Circuit de l'Indre | 1961 - Gran Premio de Midi Libre, más 1 etapa - Boucles de Seine Saint-Denis - 1 etapa de la París-Niza - 1 etapa de los Cuatro Días de Dunkerque 1962 - Critérium Nacional - Boucles de Seine Saint-Denis - Cuatro Días de Dunkerque 1963 - Milán-San Remo 1964 - Gran Premio de Antibes 1965 - Burdeos-Saintes |

## Resultados en las grandes vueltas
| Carrera         | 1956 | 1957 | 1958 | 1959 | 1960 | 1961 | 1962 | 1963 | 1964 | 1965 | 1966 | 1967 |
| --------------- | ---- | ---- | ---- | ---- | ---- | ---- | ---- | ---- | ---- | ---- | ---- | ---- |
| Giro de Italia  | -    | -    | -    | -    | -    | -    | -    | -    | -    | -    | -    | -    |
| Tour de Francia | -    | 42.º | 25º  | 56.º | 52.º | 45.º | 57.º | 64.º | 74.º | 96.º | -    | -    |
| Vuelta a España | -    | -    | -    | -    | -    | -    | -    | -    | -    | -    | -    | -    |
| Mundial en Ruta | -    | -    | -    | -    | -    | -    | -    | 23º  | -    | 22º  | -    | -    |